# ブライアン・バトラー
ブライアン・バトラー (Brian Battler) は、SNKの対戦型格闘ゲーム『ザ・キング・オブ・ファイターズ』シリーズに登場する架空の人物。

## キャラクター設定
現役のアメリカンフットボール選手。219cmの長身とアメフトで鍛え上げられた肉体を持つ巨漢。当時のシーズンのMVPに輝き、その活躍がテレビ放送されたところをヘビィ・D!に見初められ、彼から格闘大会『ザ・キング・オブ・ファイターズ』（以下『KOF』と表記）に出ないかとスカウトされる。そして、ヘビィ・D!の古い友人であるラッキー・グローバーとともに「アメリカンスポーツチーム」を結成し、アメリカ人としての誇りを懸けて闘いに挑む。初登場となる『KOF'94』（以下『'94』と表記）のエンディングでは、これからどうするのかをラッキーから聞かれた際に、地元に帰ってアメフトに専念することを話し、また面白いことがあれば誘って欲しいと告げて別れる。
ブライアンは『'94』の原案の当初から存在する。当初の設定原画は、ヘルメットを頭に被り、無数のボルトが刺さったプロテクターを付けた、アメフト選手そのものといういでたちだった。開発スタッフによると元々そのようなデザインであり、『ワールドヒーローズ2』のジョニー・マキシマムが登場したときはかなりびっくりしたという。
『'94』時点のブライアンは格闘技の経験がなく、その訓練も受けていないということで、蹴りを出す際に足をまっすぐに伸ばしているグラフィックはない。再登場した『KOF'98』（以下『'98』と表記）では、足をまっすぐに伸ばしたグラフィックがいくつかあり、さらには「タイガードライバー」などのプロレス技も習得している。
『'98』でのインタビューでの質問の1つである「誰と組みたいか」では、「ヘビィ・D!とラッキーの2人以外は考えたことはないが、力で押していく戦い方をする者と組むのも面白そうである」と答えている。ゲーム中でもラルフ、チャン・コーハンの2人との組み合わせの特殊エディットチームが存在する。「誰と一番戦いたいか」という質問では、「誰でも構わないが、女子供を殴るのは性に合わないから勘弁して欲しい」と語っている。同作に設定されているキャラクター同士の相性についてはチームメイトのヘビィ・D!やラッキーとの相性が良い。この2人以外では、ロバート・ガルシア、マチュア、バイス、おやじチームのメンバー（ハイデルン、タクマ・サカザキ、草薙柴舟）と相性が良く、彼らに対しても援護攻撃を行う。マチュアのほうもブライアンとの相性は良い。
『THE KING OF FIGHTERS ALLSTAR』では通常のブライアンのほか、2020年8月21日より女体化されたプリティー・ブライアンが登場。ストレートの金髪を長く伸ばし前髪に星型のヘアピンを飾った女性で、服装は通常のブライアンのユニフォームをアレンジして、エクストリーム・フットボール・リーグの女性選手のような露出度の高いものになっている。

## ゲーム上の特徴
ジャンプや歩行速度は少々重く、技は大振りのものが多く、小回りは困難。反面、1つ1つの技の威力は高く、とりわけ接近戦での爆発力は凄まじい。2ヒットする近距離立ち強パンチ「ハンマーヘッド」から必殺技につなぐ連続技の豪快さはアメリカンスポーツチームの中でも大きく際立っている。体を広げて回転させながら飛んでいく「スクリューボディプレス」は技を出す位置によって飛んでいく軌道が大きく変化する。攻撃判定は大きく、着地するまで攻撃判定が出続けるため、潰されにくい。相手の懐に飛び込む際にも有用となる技であり、『'98』でもブライアンの主力となる。
『'98』では連続入力することで技が発展する「ブライアンハンマー」が追加され、連続技の種類が大きく増えた。派生する技はプロレス技が多い。ただし、コマンドが複雑なうえに入力のタイミングが難しいため、決めていくには正確な入力が要求される。

### 投げ超必殺技
『'94』では相手を放り投げるタイプの投げ技を決めた直後に、相手が地面に落ちる直前に何らかの技を出すと、投げのダメージと得点が、その時に出した技のそれに変化する。超必殺技のコマンドを入力すれば、投げ技のダメージが超必殺技と同じダメージになる。麻宮アテナ、鎮元斎（強キックボタンで出る「逆脚投げ」）、そしてブライアン（強キックボタンで出る「ロックバスター」）がこれを狙うことができる。
これを利用して、通常投げの1つである「ロックバスター」を決めた直後に「ビックバンタックル」を入力すると、相手が起き上がる際に「ビックバンタックル」がめくりとなって当たる場合がある。投げた直後に超必殺技を入力して、それと同じダメージを与えてから、めくりとなったタックルが起き上がった相手に当たれば追加でダメージを与えることになり、総合的に与えるダメージはかなり大きくなる（相手キャラクターによっては、起き上がる前にタックルが通り過ぎるか、あるいはめくりにはならないため、これが可能な相手は限定される）。

## 技の解説

### 通常技
ザ・キング・オブ・ファイターズ'94
| 操作           | 立ち（近距離）   | 立ち（遠距離）   | しゃがみ         | 垂直ジャンプ     | 前方ジャンプ       | 後方ジャンプ       |
| -------------- | ---------------- | ---------------- | ---------------- | ---------------- | ------------------ | ------------------ |
| 弱パンチ       | ボディハンマー   | ミサイル張り手   | ショックキャノン | コズミックパンチ | コズミックパンチ   | コズミックパンチ   |
| 強パンチ       | ハンマーヘッド   | 椰子の実割り     | ロケットアッパー | メガクラッシュ   | ダイナミックプレス | ダイナミックプレス |
| 弱キック       | ニーボンバー     | スーパーキック   | ソニックキック   | コズミックキック | コズミックキック   | コズミックキック   |
| 強キック       | バスターキック   | ハイパーキック   | クラッシュキック | ロケットキック   | ロケットキック     | ロケットキック     |
| 攻撃避け       | 避け             | 避け             | -                | -                | -                  | -                  |
| スルーアタック | メテオアッパー   | メテオアッパー   | -                | -                | -                  | -                  |
| ふっ飛ばし攻撃 | スパルタンキック | スパルタンキック |                  | ロケットキック   | ロケットキック     | ロケットキック     |

### 通常投げ・特殊技
アトミックドロップ
強パンチボタンで出る通常投げ。相手の体を掴んで自分の膝に叩き付けてから地面に投げ落とす。
ロックバスター
強キックボタンで出る通常投げ。相手の体を掴んで持ち上げてから前方へ投げ捨てる。『KOF'98 ULTIMATE MATCH』（以下『'98UM』と表記）では後方へ投げる。
バスタートマホーク
空中で出せる特殊技で、片腕を打ち下ろす。空中の相手に当てると勢い良く地面に叩き付ける。

### 必殺技
ブライアントルネード
その場で屈んでから体を浮かせ、連続で横回転させつつ前方へまっすぐ飛んでいく。攻撃が当たった後は後方へはね返り、ヒット効果はのけぞり。強攻撃をキャンセルして出せば連続でつながる。弱強の違いは、攻撃が出るまでの隙、飛行速度、飛行距離であり、いずれも強の方が大きい。
『'98』では攻撃後にはね返らなくなったが、多段ヒットするようになり（弱は3ヒット、強は5ヒット）、食らった相手をダウンさせるようになった。
ハイパータックル
その場で体を大きく開いてから、前方へ肩口からの突進攻撃を仕掛ける。攻撃が出るまでに若干の隙が生じる。ヒット効果は吹き飛びダウン。
『'98』では、構えている時に打撃防御判定があり、相手の攻撃を受けつつこの技を当てることができる場合がある。出掛かりおよび突進する瞬間は無防備状態。ヒット効果は錐揉み回転しながらの吹き飛びダウン。
『'98UM』では弱のみ強攻撃からつながるようになり、さらにヒット後吹き飛んだ相手に追撃できる。
スクリューボディプレス
空中で体を大きく広げて横回転しながら攻撃を行う。攻撃判定は着地するまで持続する。攻撃中は浮力が掛かり、技を出す高度によってブライアンのジャンプの軌道が大きく変化する。地上でコマンドを入力した直後にレバーを斜め上か真上に入れると、技を出しつつ空中へ勢い良く舞い上がっていく。技の攻撃判定は大きく、着地するまで攻撃判定が出続けるために潰されにくく、ブライアンの攻めの主軸となる技。
バックステップ中に出すことが可能で、その際は後方へほぼ水平に飛んでいく。フロントステップ中にも出すことが可能（『'98』ではEXTRAモードに限定される）で、その際は前方へ高速に水平に飛んでいき、多段ヒットする。ただし、ステップで地面に着地する直前に入力するとやや下方へ飛んでいき、ヒット数が減少する。
開発スタッフ内では、技の動きを指して「ダッシュガメラ」と呼ばれていたという。
ロケットタックル
『'98』にて追加された技で、斜め上前方へ肩口から飛び上がる。弱は攻撃判定出現まで上半身が無敵。強は技の出掛かりに、肩口に打撃防御判定があり、弱よりも高く飛び上がる。ヒット効果は、弱は吹き飛びダウンで強はのけぞり。タイミング次第で対空手段として使うことが可能だが、強はヒット効果がのけぞり（空中の相手に当てれば吹き飛びダウンとなる）であることに加え、弱より高く飛び上がる分隙も大きいため、地上の相手にヒットさせても反撃を受ける。『'98UM』では強もヒット効果が吹き飛びダウンになり、その欠点が解消されている。
ブライアンハンマー
『'98』にて追加された技で、両の拳を揃えて円弧を描くように振り下ろす。強攻撃からキャンセルでつながる。攻撃は2ヒットし、2段目を食らった相手はその場にうつ伏せダウンする（ダウン回避不可）。1段目の時点で追加入力することで、3種類の派生ルートにつながっていく。具体的には、
- 「ブライアンハンマー」→「ダブルハンマー」→「DDT」
- 「ブライアンハンマー」→「タイガードライバー」→「サムライボム」
- 「ブライアンハンマー」→「タイガードライバー」→「ショルダーバックブリーカー」→「バスター&ボム」

となっている。「ブライアンハンマー」を当てないと、追加入力しても次の技は出ない。なお、2ヒットする近距離立ち強パンチからつなげる場合、1段目をキャンセルしないと空振りに終わることがほとんど。
ダブルハンマー
「ブライアンハンマー」で振り下ろした両の拳を下から振り上げる。追加入力で「DDT」につなげることができる。
DDT
「ダブルハンマー」からの追加入力技で、相手を掴んで自ら倒れこんで後方の地面に叩き付ける。
タイガードライバー
「ブライアンハンマー」からの追加入力技で、相手を掴んで頭から地面に叩き付けてから前方へ放り投げる。相手を投げる直前に追加入力することで、「サムライボム」か「ショルダーバックブリーカー」に派生する。
サムライボム
「タイガードライバー」からの追加入力技で、相手を再度頭から地面に叩き付ける。
ショルダーバックブリーカー
「タイガードライバー」からの追加入力技で、相手を地面に叩き付けた後に肩の上に持ち上げ両手で3回押し潰す。3回目の押し潰し攻撃の直前に追加入力することで、「バスター&ボム」に派生する。派生しなかった場合は「ロックバスター」の動作で放り投げる。
バスター&ボム
「ショルダーバックブリーカー」からの追加入力技で、相手を抱えたままジャンプして着地ざまに地面に叩き付ける。

### 超必殺技
ビックバンタックル
一瞬だけ構えを取ってから、光のオーラを纏う高速のタックルを3回連続で繰り出す。画面端から画面端まで進んだ後にもう1度戻る、計1往復半の突進攻撃を行ってから静止し、一定時間硬直する。ヒット数は1だが、最大削り回数は9回となっている。突進を始める瞬間まで無敵状態となっている。
発生の速さは『'98』でも変わらず、間合いが近ければ弱攻撃からキャンセルでつながる。また、一度食らった相手を、往復するタックルで垂直に連続で打ち上げていくという演出になっている。複数回削ることが可能な点や、攻撃終了後に硬直する点は変わらないが、画面端でヒットさせると途中で繋がらなくなりダメージが落ちるという欠点ができた。
MAX版は全身がオレンジ色に光るようになり、動作中はスーパーアーマー状態になる。
アメリカンスーパーノヴァ
『'98』にて追加された超必殺技。その場で屈んだ後に斜め上前方へ飛び上がり、空中の相手を掴んで地面に何度も叩き付ける。強は弱よりも高く飛び上がる。発生は遅く、対空手段として使うのは困難。『'98UM』では発生が早くなったほかに無敵時間が付いたことで、対空技として使いやすくなった。
ギャラクシーサイクロン
『'98UM』にて追加された超必殺技。「ハイパータックル」と同じ構えを取った後、青い衝撃波を纏った「ブライアントルネード」で突進する。突進中は相手の飛び道具を一方的にかき消していく。

## 担当声優
- や乃えいじ（各種ゲーム作品）
  - 『'94』では「矢野栄路」名義での出演。
- 木内太郎（3DCGアニメ『THE KING OF FIGHTERS:DESTINY』、アプリ『THE KING OF FIGHTERS ALLSTAR』）
- 末柄里恵（アプリ『THE KING OF FIGHTERS ALLSTAR』：プリティー・ブライアン[3]）

## 関連人物
- ヘビィ・D! - 友人、『'94』『'98』『'98UM』のチームメイト
- ラッキー・グローバー - 友人、『'94』『'98』『'98UM』のチームメイト
- シェルミー - 自分の『'97』の招待状を奪ったとされる人物